# Orcinus citoniensis
Orcinus citoniensis es una especie extinta de cetáceo odontoceto  de la familia Delphinidae que existió durante el Plioceno, hace entre 2 y 5 millones de años. Es la especie extinta relacionada con la orca que mejor se conoce.
Fue descrita sobre la base de un cráneo incompleto hallado en Italia al cual le falta la parte posterior y el lado izquierdo, pero contaba con la parte postcraneal del mismo. Tenía una fórmula dental 14/14 (28 por maxilar), con dientes más numerosos, aunque más pequeños, que la orca actual. Este espécimen podía medir unos 4 metros de longitud y tenía la apariencia de una orca pequeña, pudiendo ser una especie transicional entre los delfínidos basales y la orca moderna.